# Piéride du cassier
Colotis florella
Espèce
La Piéride du cassier ou Africain jaune (Catopsilia florella) est un lépidoptère (papillon) de la famille des Pieridae, de la sous-famille des Coliadinae et du genre Catopsilia.
Catopsilia florella est la seule espèce européenne du genre Catopsilia.

## Dénomination
Catopsilia florella (Fabricius, 1775)

### Noms vernaculaires
La Piéride du cassier ou  Africain jaune se nomme en anglais African migrant ou African vagrant,

## Description
D'une envergure de 31 mm voire de 5 à 7 cm, ils ont une forme particulière : l'aile antérieure est pointue. 

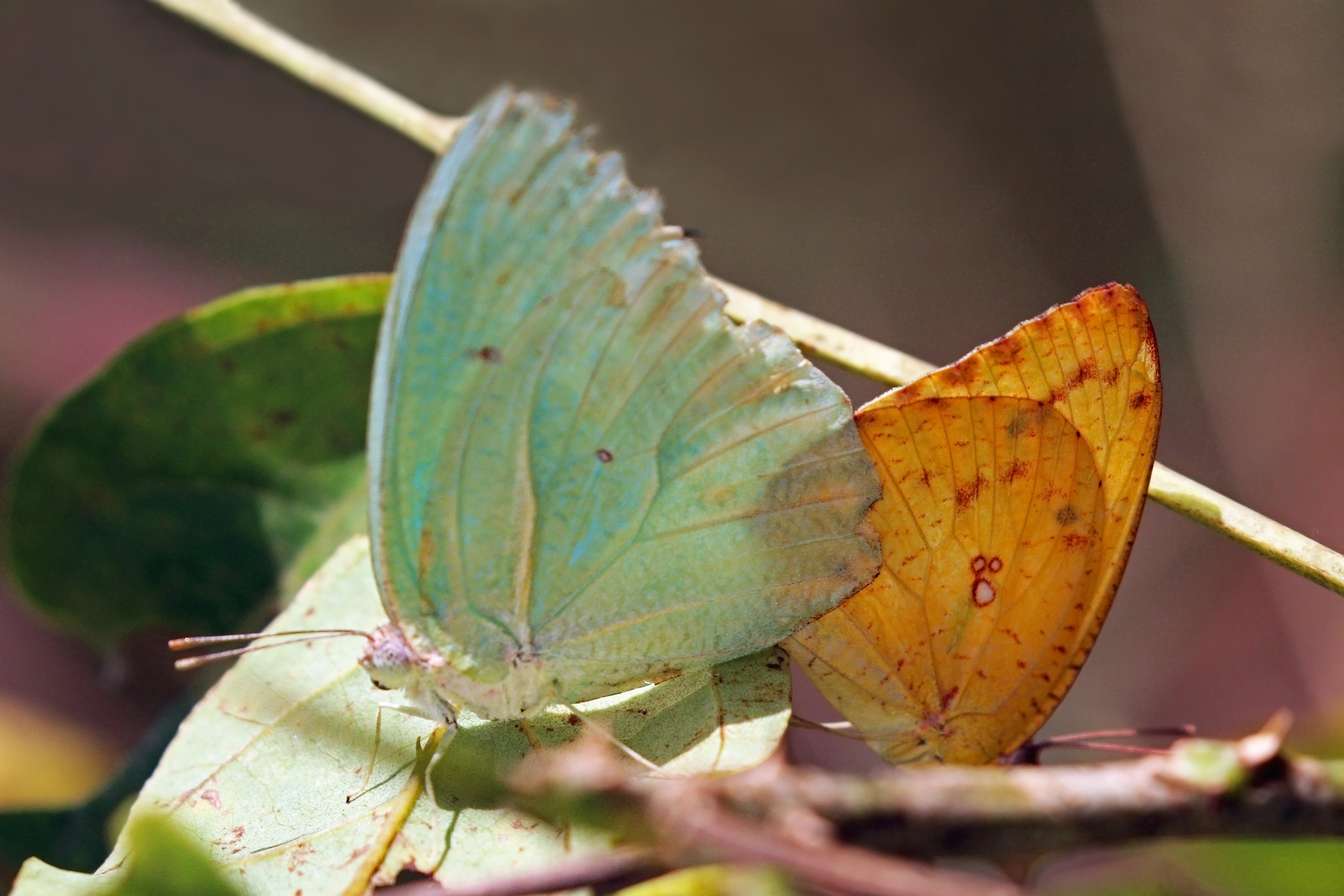
Mâle et femelle s'accouplant pendant la saison des pluies, Sénégal

Le mâle est blanc sur les deux faces et la femelle généralement jaune sur les deux faces mais parfois elle aussi est blanche.

### Chenille
Les chenilles sont jaunes ou vertes suivant la couleur des feuilles qu'elles mangent.

## Biologie

### Période de vol
Toute l'année en huit à neuf générations. Elles sont migratrices et ne sont pas résidentes dans la partie nord de leur zone de répartition.

### Plantes hôtes
Ce sont tous les Cassia (Cassia siamea, Cassia fistula, Cassia alata, Cassia tora, etc).

### Parasitisme
Les chenilles sont parasitées par des Brochonidae et des Tachinidae.

## Écologie et distribution
La Piéride du cassier a une très grande aire de répartition, depuis les îles Canaries, l'Afrique  au sud du Sahara, Madagascar, l'ile Maurice, La Réunion, l'Arabie, l'Inde, Ceylan, la Birmanie, la Malaisie et la Chine.

### Biotope
La Piéride du cassier affectionne les lieux fleuris en particulier les parcs et les jardins.

### Protection
Pas de statut de protection particulier.